# Institut de Beauvais
Institut de Beauvais, soms ook la Marseillaise genoemd, is een aardappelsoort die voor het eerst gekweekt werd door het Landbouwinstituut van Beauvais, Frankrijk. De aardappel was voor het eerst in de aardappelcatalogi terug te vinden in 1935.
De plant kenmerkt zich door zijn grote vierkante rechtopgroeiende stengels met omvangrijke bladstand met een felle groene kleur. De bloemetjes zitten gegroepeerd in boeketten. De knollen hebben een regelmatige vorm en zijn groot en afgeplat met een zalmroze tot strogele kleur. Ze hebben talrijke halfdiepe ogen en wegen maximaal 700 gram. Ze hebben wit vruchtvlees en roze kiemen. Het is een halflate variëteit die goed is te bewaren.

## Toepassing
Deze aardappel wordt voornamelijk gebruikt in puree en (maaltijd)soep.